# Haeterius dietrichi
Haeterius dietrichi är en skalbaggsart som beskrevs av Martin 1922. Haeterius dietrichi ingår i släktet Haeterius och familjen stumpbaggar. Inga underarter finns listade i Catalogue of Life.